# Invercauld Castle

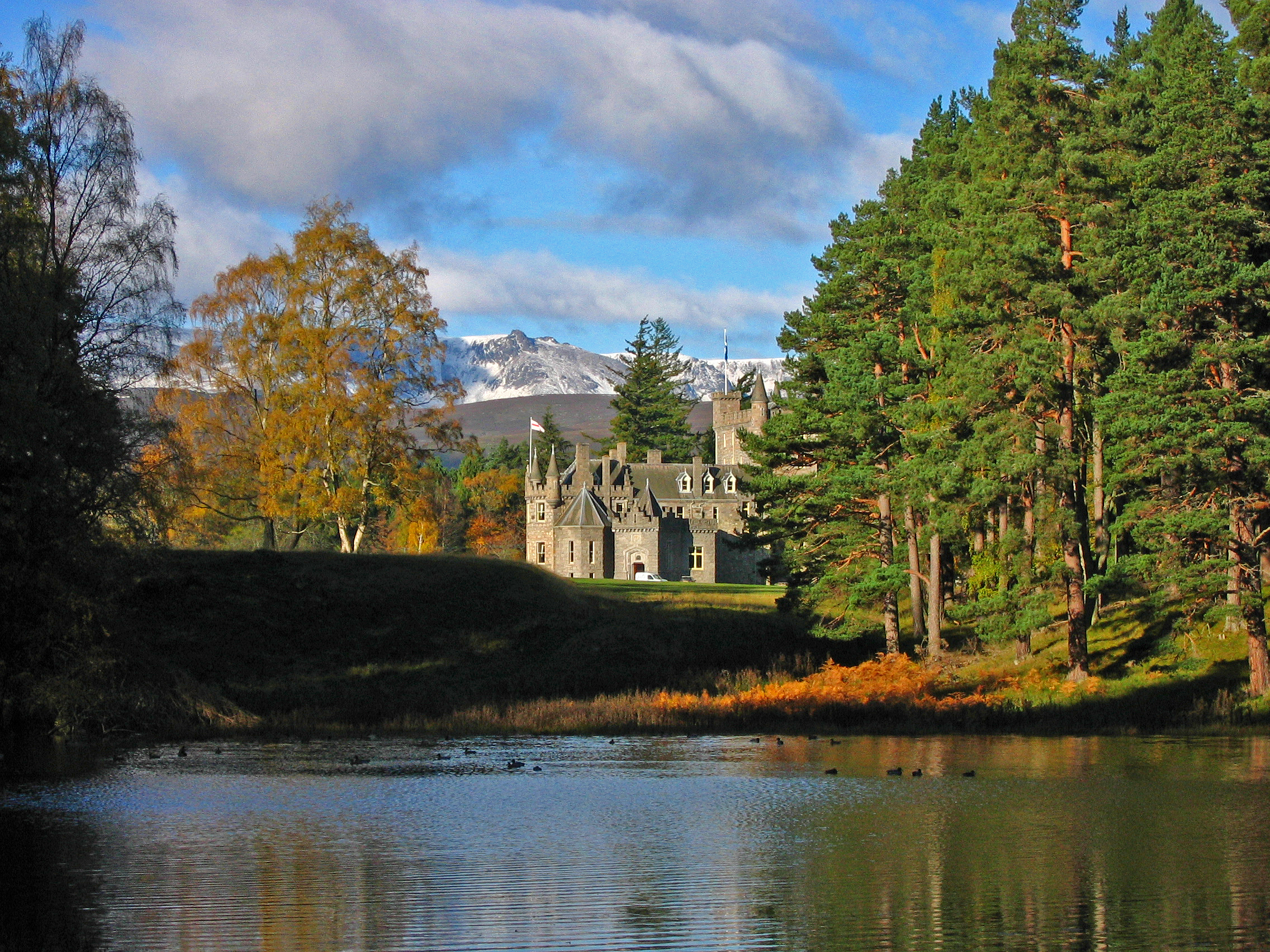
Invercauld Castle

Invercauld Castle, auch Invercauld House, ist ein Landhaus bei Braemar in der schottischen Council Area Aberdeenshire. Historic Scotland hat es als historisches Bauwerk der Kategorie A gelistet und das Anwesen ist im Inventory of Gardens and Designed Landscapes in Scotland erwähnt.

## Geschichte

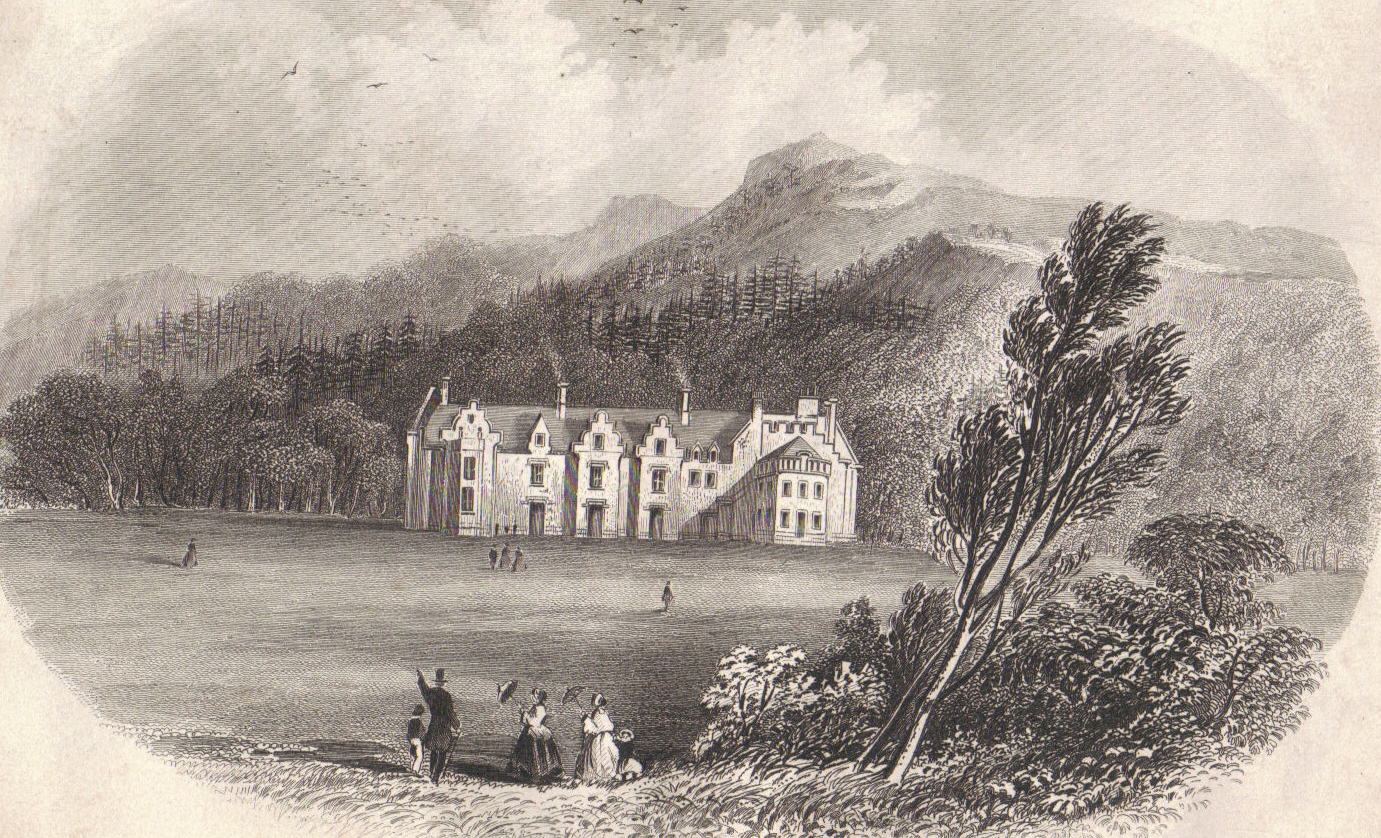
Das Landhaus Anfang des 19. Jahrhunderts vor den massiven Umbauten

Die Familie Farquharson ließ sich im 14. Jahrhundert in der Gegend nieder und ließ im 16. Jahrhundert ein Tower House dort erbauen. Ein Gewölbekeller im heutigen Landhaus stammt aus dieser Zeit, auch wenn das Tower House Ende des 17. Jahrhunderts umgebaut wurde. Weitere Veränderungen wurden im 18. und 19. Jahrhundert vorgenommen und 1875 baute der Architekt John Thomas Wimperis das Gebäude vollkommen im Scottish-Baronial-Stil um. Im Haus finden sich viele Möbel und Gemälde aus viktorianischer Zeit.

## Das Anwesen
Zum Landhaus gehören etwa 520 km² Grund im Cairngorms-Nationalpark, ebenso wie ein Abschnitt des Flusses Dee. Der 10. Laird, James Farquharson, ließ auf großen Teilen des Anwesens lichten Wald anpflanzen, um mit dem geernteten Holz die Werften des nahegelegenen Aberdeen zu versorgen. Das sportfreundliche Anwesen von Invercauld und seine Lage in der Nähe des britischen Königsschlosses Balmoral Castle machten es zum beliebtesten Aufenthaltsort von Königin Victoria.